# 혜 (대농령)
혜(惠, ? ~ ?)는 전한 초기의 관료이다. '혜'는 이름자로, 성씨는 알려져 있지 않다. 〈정절선생진류범사운비〉(貞節先生陳留范史雲碑)의 기록에 근거하여 범혜(范惠)와 동일인물로 보는 견해가 있다.

## 행적
경제 후2년(기원전 142), 대농령에 임명되었다.

## 출전
- 반고, 《한서》 권19하 백관공경표(百官公卿表) 下
- 〈정절선생진류범사운비〉(貞節先生陳留范史雲碑) [채옹, 《채중랑집》 권2에 인용]

| 전임 (치속내사) 양 | 전한의 대농령 기원전 142년 ~ 기원전 138년? | 후임 한안국 |